# Zichy Ferenc (főpohárnokmester)
Zicsi és vázsonykői gróf Zichy Ferenc  (Pozsony, 1749. február 17. – Oroszvár, 1812. augusztus 8.) magyar főispán és főpohárnokmester. 

## Életrajz

### Családja
Édesanyja Stubenberg Cecília (1725–1763), édesapja Zichy István (1715–1769) volt.
1770. április 30-án házasságot kötött Kolowrat-Krakowsky Mária Annával (Radenín, 1753. február 17. – Vorderbrühl bei Wien, 1805. augusztus 20.), akivel haláláig élt házasságban. 1808. október 6-án házasságot kötött Lodron-Laterano U. Castelromano Mária Dominikával (Salzburg, 1789. október 17. – Bécs, 1847. december 10.).

## Ajánlott irodalom
- Gudenus: Gudenus János József: A magyarországi főnemesség XX. századi genealógiája. Budapest, 1990-1999. 5 db.
- Héjja: Héjja Julianna Erika: Békés vármegye archontológiája (1699) 1715-1950. Főispánok és alispánok. Gyula, Békés Megyei Levéltár, 2002. 263 o. (Közlemények Békés megye és környéke történetéből 8.)